# Henrique da Silva
Luis Henrique da Silva (født 1. september 1989 i Limoeiro, Pernambuco, Brasilien) er en brasiliansk MMA-udøver, der tidligere konkurrerede i Light Heavyweight-divisionen i Ultimate Fighting Championship (UFC). Han er i Danmark mest kendt for at have besejret danske Joachim Christensen via submission i anden omgang, den 1. oktober 2016 på UFC Fight Night 96. 

## Baggrund
Da Silva begyndte som ung at træne forskellige former for kampsport. Han begynder derefter at træne i Muay Thai, og jiu-jitsu som teenager, inden han skiftede til MMA i 2011.

## MMA-karriere
Da Silva fik sin professionelle MMA-debut i december 2013. Han opbyggede en ubesejret rekordliste på 10-0, hvor han primært konkurrerede på forskellige regionale arrangementer i Nord-Brasilien, før han skrev kontrakt med UFC i 2016. 

### Ultimate Fighting Championship
Da Silva fik sin UFC-debut mod Jonathan Wilson den 4. juni 2016 på UFC 199.  Han vandt kampen via TKO i anden omgang. 
Da Silva mødte herefter danske Joachim Christensen den 1. oktober 2016 på UFC Fight Night 96.  Han vandt kampen ved submission i anden omgang. 
Da Silva mødte Paul Craig den 17. december 2016 på UFC på Fox 22 .  Han tabte kampen via submission i anden omgang. 
Da Silva mødte UFC-nykommeren Jordan Johnson den 28. januar 2017 på UFC på Fox 23 .  Han tabte kampen via enstemmig afgørelse. 
Da Silva mødte Ion Cuţelaba den 11. juni 2017 på UFC Fight Night 110 .  Han tabte kampen via knockout i første omgang. 
Da Silva mødte UFC-nykommeren Gökhan Saki den 23. september 2017 på UFC Fight Night 117.  Han tabte kampen via knockout i første omgang.
Da Silva blev frigivet fra UFC den 15. november 2017. 